# Paradelphomyia (Oxyrhiza) prayooni
Paradelphomyia (Oxyrhiza) prayooni is een tweevleugelige uit de familie steltmuggen (Limoniidae). De soort komt voor in het Oriëntaals gebied.